# NGC 5181
NGC 5181 (również PGC 47373) – galaktyka soczewkowata (S0), znajdująca się w gwiazdozbiorze Panny. Odkrył ją John Herschel 29 marca 1830 roku.